# Schliephackea meteorioides
Schliephackea meteorioides är en bladmossart som beskrevs av Brotherus 1924. Schliephackea meteorioides ingår i släktet Schliephackea och familjen Dicranaceae. Inga underarter finns listade i Catalogue of Life.